# Бій за Бакоту (1255)
Бій за Бакоту — битва 1255 року між татарським військом Милія та галицько-волинським військом Льва Данилича у місті Бакота

## Передумови
Коли ж Данило-король став у домі Стекинтовім, то приніс до нього Лев оружжя Стекинтове і брата його на знак побіди своєї. І отець його король був у радості великій од мужності і одваги сина свого. А князь Комат приїхав од ятвягів, і обіцялись вони покоритися.
Ляхи тим часом сповнилися завистю та облудою і стали сприяти поганим. Коли ж про се довідався Данило-король, повелів він пустошити землю Ятвязьку, і рід Стекинтів увесь погублений був, так що й донині дім його пусто стоїть. А коли Данило-король ішов по озеру Лик, то побачив він при березі гору прегарну і город, що був на ній колись, за назвою Рай, і звідти прийшов він до себе додому.

## Бойові дії
У ті ж роки, чи раніше, чи потім, приїхали татари до города Бакоти, і прилучився Милій, старший города, до них. Данило тоді пішов на війну проти Литви, на Новгородок, але тому, що була розкаль, послав він сина свого Льва на Бакоту, а Лев послав двірського 263 перед собою. Напавши зненацька, схопили вони Милія i баскака 264, і привів Лев Милія до отця свого, і стала знову Бакота королевою, отця його.
Потім же, порадившися з сином, він, Данило, одпустив його, Милія, а поручником був Лев, запевнивши отця, що той буде вірним. Але коли знову приїхали татари, то він, Милій, учинив обман і оддав її, Бакоту, знову татарам.

## Наслідки
А потім Куремса, хан татарський, прийшов до Крем’янця і пустошив довкола Крем’янця. Андрій же, посадник крем’янецький, надвоє держався. То він запевняв: «Я королів єсть», а то називав себе татарським, бо мав він неправду в серці. І оддав бог його в руки їх, татар, і хоча він казав: «Батиєва грамота в мене єсть», — вони ж іще більше розлютились на нього. І був він убитий, і серце його вони вирізали, але, не досягнувши нічого коло Крем’янця, вернулися у стани свої.